# Penig
Penig es un municipio situado en el distrito de Sajonia Central, en el estado federado de Sajonia (Alemania), a una altitud de 200 metros. Su población a finales de 2016 era de unos 9000 habitantes y su densidad poblacional, 140 hab/km².